# Camdenton
Camdenton és una població dels Estats Units a l'estat de Missouri. Segons el cens del 2000 tenia 2.779 habitants.

## Demografia
Segons el cens del 2000, Camdenton tenia 2.779 habitants, 1.149 habitatges, i 708 famílies. La densitat de població era de 307,4 habitants per km².
Dels 1.149 habitatges en un 34,2% hi vivien nens de menys de 18 anys, en un 40,4% hi vivien parelles casades, en un 16,4% dones solteres, i en un 38,3% no eren unitats familiars. En el 33,5% dels habitatges hi vivien persones soles el 17,3% de les quals corresponia a persones de 65 anys o més que vivien soles. El nombre mitjà de persones vivint en cada habitatge era de 2,35 i el nombre mitjà de persones que vivien en cada família era de 2,99.
Per edats la població es repartia de la següent manera: un 27,6% tenia menys de 18 anys, un 9,7% entre 18 i 24, un 28,4% entre 25 i 44, un 18,9% de 45 a 60 i un 15,3% 65 anys o més.
L'edat mediana era de 34 anys. Per cada 100 dones de 18 o més anys hi havia 80,7 homes.
La renda mediana per habitatge era de 26.649 $ i la renda mediana per família de 29.342 $. Els homes tenien una renda mediana de 25.156 $ mentre que les dones 20.431 $. La renda per capita de la població era de 14.040 $. Entorn del 15,2% de les famílies i el 17,1% de la població estaven per davall del llindar de pobresa.

## Poblacions més properes
El següent diagrama mostra les poblacions més properes.